# Vincenzo Italiano
Vincenzo Italiano (Karlsruhe (Duitsland), 10 december 1977) is een Italiaans voormalig voetballer en huidig voetbaltrainer. Anno 2024 is hij trainer van Bologna.

## Spelerscarrière
Hij begon zijn carrière bij Trapani, een club in de Italiaanse Serie C.
In de zomer van 1996 werd hij gecontracteerd door Hellas Verona, destijds spelend in de Serie B. Met die club dwong hij in 1999 promotie af naar de Serie A. 

Bij de Veronese club heeft hij in de meer dan 10 jaar dat hij er voetbalde bijna 250 officiële duels (24 doelpunten) gespeeld. In de tweede helft van 2005 is hij uitgeleend aan Genoa CFC.

In de zomer van 2007 werd hij overgenomen door Chievo Verona, dat net gedegradeerd was naar de Serie B en weer snel naar het hoogste niveau terug wilde keren. In mei 2008 werd de club kampioen en keerde na één seizoen weer terug naar de Serie A. In 2009 trok hij naar Calcio Padova. Nadat hij in 2013 kort bij Perugia Calcio had gespeeld, sloot hij zijn carrière in 2014 af bij AC Lumezzane.

## Trainerscarrière
Italiano begon zijn carrière als trainer bij de kleine club Atletico San Paolo Padova. Daarna werd hij trainer van Arzignano Valchiampo, zijn oude club Trapani en Spezia Calcio. Hij presteerde met deze drie clubs uitstekend door drie maal te promoveren: met Arzignano naar de Serie C, met Trapani naar de Serie B en met Spezia naar de Serie A. Dit presteerde hij in drie achtereenvolgende jaren, te weten 2018, 2019 en 2020.

## Erelijst

### Als speler
Hellas Verona
- Kampioen Serie B 1998/99

 Chievo Verona
- Kampioen Serie B 2007/08

### Als trainer
Arzignano Valchiampo
- Promotie naar Serie C 2017/18

 Trapani
- Promotie naar Serie B 2018/19

 Spezia
- Promotie naar Serie A 2019/20

## Persoonlijk
Italiano werd geboren in het Duitse Karlsruhe, maar verhuisde met zijn Siciliaanse ouders naar Ribera toen hij zes maanden oud was.
1 Skorupski ·
2 Holm ·
3 Posch ·
5 Erlić ·
6 Moro ·
7 Orsolini ·
8 Freuler ·
9 Castro ·
10 Karlsson ·
11 Ndoye ·
14 Iling-Junior ·
15 Casale ·
16 Corazza ·
17 El Azzouzi ·
18 Pobega ·
19 Ferguson  ·
20 Aebischer ·
21 Odgaard ·
22 Lykogiannis ·
23 Bagnolini ·
24 Dallinga ·
26 Lucumí ·
28 Cambiaghi ·
29 De Silvestri ·
30 Domínguez ·
31 Beukema ·
33 Miranda ·
34 Ravaglia ·
80 Fabbian ·
82 Urbański ·
Coach: Italiano